# Cook, Minnesota
Cook är en ort i Saint Louis County i delstaten Minnesota, USA.